# 箱入りドロップス
『箱入りドロップス』は、津留崎優による日本の4コマ漫画作品。『まんがタイムきらら』（芳文社）にて、2011年4月号から2017年7月号にかけて連載された（2011年6月号までは読み切り掲載）。

## あらすじ
高校進学を機に、叔母の所有するアパートで一人暮らしを始めた春日井陽一。その彼の隣に、同い年の西森雫が引っ越してきた。祖父の言いつけで一度も家の外へ出ることなく育った雫は、自動販売機も見たことがないほどの俗に言う「箱入り娘」。陽一やクラスメイトたちは、そんな雫の「初めて」に溢れた学園生活を優しく（時に悪ノリしてからかいながら）見守っていくことになる。

## 登場人物
春日井 陽一（かすがい よういち）
誕生日：不明
本作の主人公。目付きが悪いため、顔を見ただけで犬に吠えられ、子供に泣かれてしまう。笑顔も壮絶に下手。クラスメートからも恐れられているが、1年生時は傍らにいる雫の癒し効果のおかげでなんとかクラスで浮かずに済んでいた（2年生に進級して皆と離れ離れになり、雫もいなくなったことから自身がクラスで浮いていることを認識した）。外見とは違い面倒見の良い性格であり、アパートの隣に越してきた雫の世話を請け負うことになる。手先は器用ではない。何かとつけて萌や純に雫との仲を囃し立てられ、その度に否定しているが、雫のことは少なからず特別な存在として意識している（初恋自体まだなため、恋愛感情が何か分かっていないというところもある）。そして、4巻終盤でようやく自覚するに至る。世間知らずな雫のことをよくからかい、その反応を楽しんでいる。服のセンスは良くなく、店員すら購入されて驚くような服を購入したりする。卒業後の進路は、大学進学を考えている。
自覚後は告白こそできないが二人だけで映画を見に行こうと誘っている（無理しすぎで発熱しているが）。
西森 雫（にしもり しずく）
誕生日：10月6日
本作のメインヒロイン。高知県出身。厳しい祖父の言いつけで、生まれてこの方一度も家の外へ出ずに育ってきたが、姉の進言により半ば家出をする形で陽一の住むアパートへやってきた。そのため、現代の日本に当たり前のように存在するもの（自動販売機等）もテレビや本でしか見たことがない、あるいは一度も見たことがなく、そうしたものを発見すると好奇心に溢れた表情を見せる。非常に臆病であり、横断歩道すら一人では渡れない。誰に対しても敬語で話し、基本的に人を罵ったり蔑んだりはしないが、純粋すぎる言動が天然ドSと捉えられることもある。サンタの存在を信じている。陽一を「顔は怖いけど優しい人」とは思っているものの、当初は彼に対して恋愛感情は抱いていなかった（自覚していないだけとも取れる様子も見せている）が、5巻の台風で休校になった回で、陽一への「好き」という想いをついに自覚する。
アホ毛がトレードマークで、彼女の感情や行動に合わせて様々な動きをする。美容院でもどうにもできず、担当者は落ち込んでいた。料理が好きで、進路は料理系専門学校を考えている。
桂木 萌（かつらぎ もえ）
誕生日：7月30日
陽一たちと同じクラスの女子生徒。また、陽一とは幼馴染で、少なくとも小学生時代からの付き合い。腕っ節には自信があり、自分や雫をからかった相ノ木にしばしば鉄拳制裁を喰らわせている。陽一によると、小・中学生時代は更に暴力的だったらしく、これでも昔に比べれば丸くなっているという。当時のかくれんぼや野球での出来事は陽一のトラウマとして刻まれている。ただし、ホラーは苦手らしい。がさつな言動とは裏腹に恋愛話が好きで、陽一と雫の相性が良いと見るや、事あるごとに2人の仲を進展させようとする。彼女自身は田中一郎という名前の近所のお兄さんに好意を寄せており、現在の高校に入学したのも彼の家が近くだったため。しかし、文化祭に田中一郎が彼女連れで現れ、絶望する。その後、「自分にもチャンスをくれ」との相ノ木の告白に応える形で田中に告白するものの玉砕。改めて相ノ木に告白され、その想いに応えることにした。相ノ木のこともちゃんと好きらしく、仲は良好である（照れ隠しで殴打されたりもするが、手加減はされているらしい）。進路は大学進学を考えており、教職志望。正直、頭は良くなく、相ノ木に勉強を教えてもらったり、塾に通ったりしている。
澄田 純（すみだ じゅん）
誕生日：2月29日
陽一たちと同じクラスの女子生徒。体育の授業で雫とペアになり、それがきっかけで陽一や萌たちとも知り合いになった。予測できない発言と行動で周りを振り回すトリックスター的な人物。雫が一般常識に疎いことを利用し、彼女に嘘を吹き込んではその反応を楽しんでいる。しかし、萌を味方につけているため、相ノ木のように罰を受ける回数は少ない。基本的に無表情だが、将来は結婚して庭の広いマイホームに住むという少女的な夢を持っており、そのときは照れたような表情を見せていた。詳細は不明だが、教員の誰かが好きな模様（そもそも教職員はほとんど出てこない）。インドア派なので運動神経はあまり良くない。小柄で体型にコンプレックスがあり、身長と胸の大きさに恵まれた萌にしばしば絡む。
軽音楽に情熱を注いでおり、将来の夢として語る際はかなり饒舌になる。進路は音楽系専門学校を考えている。
4巻にて、ようやく想い人の教師が登場した（後述）。2年目のバレンタインデーにうっかり純が本命チョコだと暗に口走ってしまった際、満更でもなさそうだった。
相ノ木 琢人（あいのき たくと）
誕生日：11月11日
陽一たちと同じクラスの男子生徒。陽一に夏祭りの数合わせとして誘われ、以降は5人グループの一員として行動するようになる。陽一と妹が知り合いのため、それ以前から陽一とは付き合いがあった節がある。陽一からはしっかり友人として認識されているが、雫を含めて女子全員からの扱いがぞんざい。雫や萌をからかい、その度に萌に鉄拳制裁を喰らうのがお決まりのパターン。いい加減でお調子者と描写されることが多いが、陽一たちが雫のためにイベントを企画する際は進んで協力する等の一面もある。時折、女子に対して妙な対抗心を燃やし、雫や萌たちが行っている女子的な行動を陽一と真似しようとして気持ち悪がられる。モテないことをひがんだりするものの、萌や純と同様雫と陽一の関係が進展することを望んでいる模様。自身は萌に想いを寄せており、文化祭後に告白、晴れて萌とつき合うことになった。
陽一とは並の仲の良さではないレベルであり、その独特の友情とテンションは恋人・妹も寄せ付けず嫉妬に駆らせ、委員長の顔をほころばせる（ただし、恋愛のそれとは別軸）。
外見に反し、大学進学で推薦を取れるほど頭が良い。手先も非常に器用で、修学旅行の際は完璧なシーサーを作り上げていた。
相ノ木 鈴音（あいのき すずね）
琢人の妹で、中学3年。髪型はポニーテールにしている。来年は陽一達と同じ学校に通う予定。家が近いからという理由で学校を選んだらしいが、実際は陽一がいるから選んだ模様。そのため、純からは計算タイプだと警戒されている（おもに雫と陽一の関係で）。雫を恋のライバルと思っているが、同時に雫の可愛らしさにも触れ、葛藤している。思春期らしく兄の部屋には入りたがらない模様。
後に勢いで自分の想いがばれてしまい、バレンタインデーに告白するも、自身の言葉で陽一が雫のことを好きなのだと自覚したことで失恋。後に、煽らずに押し切れば付き合えそうだとも考えているが、卑怯だし長続きしないとして後悔はしていない。その後は恋した当初の記憶を思い出しつつ号泣し、そのまま家に帰れないので友達の家に泊まることとなった。
委員長
陽一達のクラスの委員長の女子。ツインテール。委員長としか呼ばれていないので、苗字は「松本」、下の名前は不明。一言で言うと下衆。文化祭を内申点アップイベントとみなしていたり世間知らずの雫に様づけを強要しようとするなど、基本的に性格の悪さが目立つ。そしてそれを隠そうともしない。ただし本質的には真面目で面倒見が良いようで、新学年になり孤立しかけていた陽一と、同じ立場にあった関を引き合わせる等の一面も持つ。また、乙女ゲーマー且つ腐女子らしく、相ノ木と陽一の中を楽しそうに見ているときがある。学校から離れた本屋でバイト中。
関とはほぼ親友の間柄で、委員長いわく「一緒にいて気楽」。
関
陽一の新クラスメイト。
一言でいうと、女版の陽一。顔立ちは悪くないものの、目つきが悪くて敬遠されていたため、陽一と合わせて不憫に思った委員長に引き合わされる。お互い、似たような身の上なのでそういった話題を話しているようである。
脈がありそうな陽一と違って、異性運ゼロ。陽一、相ノ木、軽音部顧問と、好きになる相手はことごとく付け入るスキがないので都度瞬く間に失恋している。
委員長とは仲が良く、修学旅行で別行動になった日の夜、委員長に抱き着き「委員長分の補給」をした上で、彼女を抱き枕にして眠っていた。
教師
純の想い人。軽音部顧問だが、部員は全員幽霊部員。顔は吹き出しなどで見えない。2年目からは純の担任。
入学当初はあまりうまくなく、そのあまりに下手な音に切れて部室に突入したのが縁で知り合った。純も入部を断るも、彼にギターを教える約束をして現在に至る。その後はどの程度かは不明だがマシな腕前になったようである。
甘いもの好きであるが、あまりモテないらしくバレンタインデーのチョコが0だったのを心から嘆いていた（1年目に純が下駄箱に入れたチョコもしっかり完食）。
雫の姉
本名は不明。モデルのようだと評される美人。貴重な青春時代を家の中だけで過ごさなければならない妹を案じ、外の世界へ出るように進言した（実際は、反対する祖父を力づくで抑えている間に雫を逃した）。学校の先生をしており、雫が家にいた頃は彼女の家庭教師を担当していた。容姿やアホ毛が雫に似ている。美容院の真似事もできるなど多才であるが、未だに何をしている人なのか謎である。

## 書誌情報
- 津留崎優 『箱入りドロップス』 芳文社〈まんがタイムKRコミックス〉、全6巻
  1. 2012年5月11日発行（同年4月26日発売） ISBN 978-4-8322-4146-6
  2. 2013年5月11日発行（同年4月26日発売） ISBN 978-4-8322-4291-3
  3. 2014年6月11日発行（同年5月27日発売） ISBN 978-4-8322-4445-0
  4. 2015年8月11日発行（同年7月27日発売） ISBN 978-4-8322-4593-8
  5. 2016年7月11日発行（同年6月27日発売） ISBN 978-4-8322-4709-3
  6. 2017年7月11日発行（同年6月27日発売） ISBN 978-4-8322-4846-5